# Zig Zag-stolen

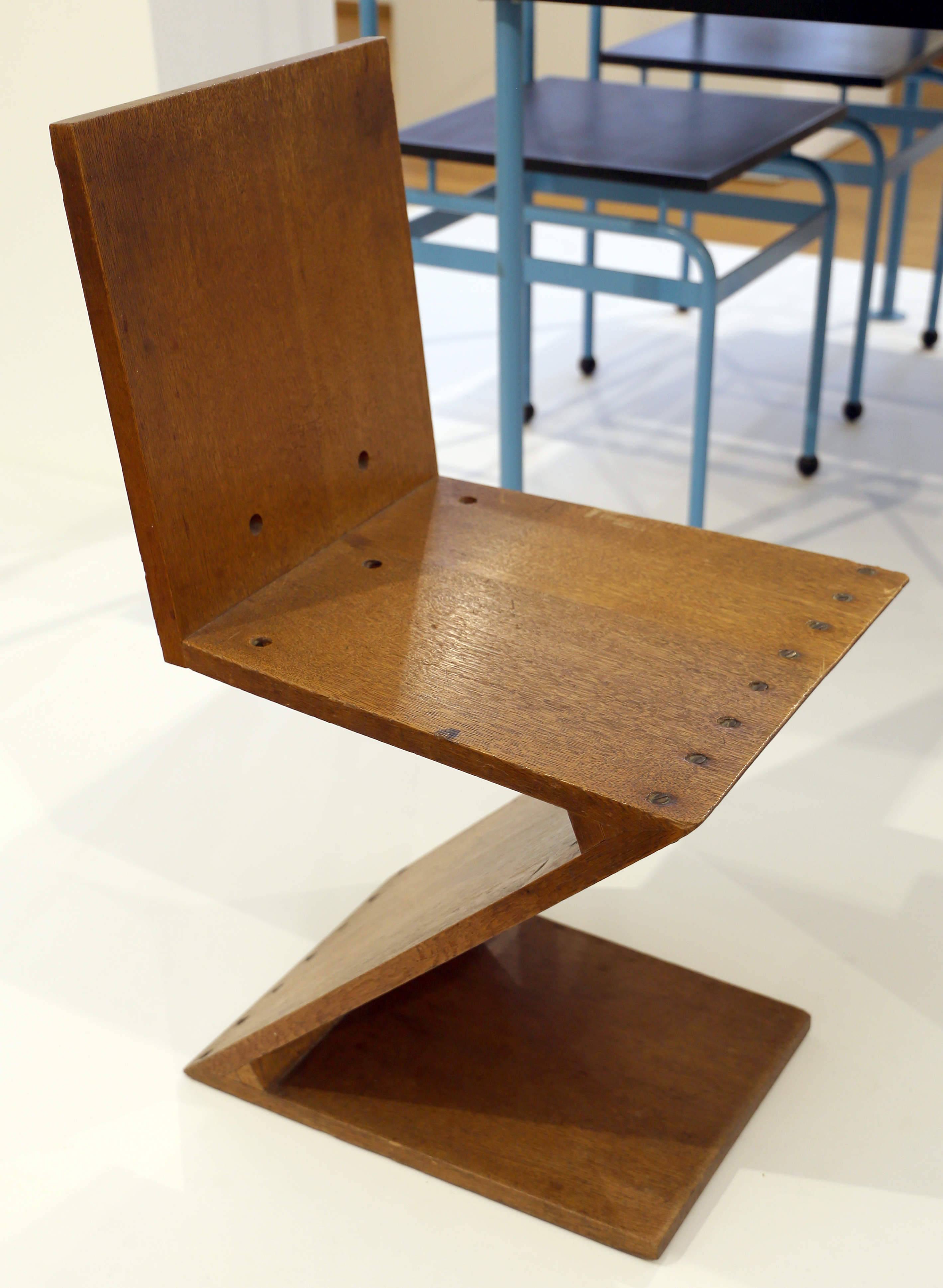
Zig Zag-stolen

Zig Zag-stolen är en stol, som formgavs av Gerrit Rietveld år 1934.
Zig Zag-stolen är en minimalistisk stol, som saknar ben och stoppning. Den är gjord av fyra platta träskivor, vilka är sammanfogade i en Z-form genom laxknutar, förstärka med mässingsskruvar och muttrar i de triangulära fogarna. Den ursprungliga stolen var gjord i ek och har senare gjorts i körsbär. Den designades för Gerrit Rietvelds Villa Schröder i Utrecht, tillverkades ursprungligen av G. A. van de Groenekan i Nederländerna 1934–1956 och görs nu av italienska Cassina inom italienska möbelkoncernen Poltrona Frau. 
Stolen har dimensionerna höjd 73,7 cm, bredd 37,8 cm och djup 40,6 cm.
Zig Zag-stolen inspirerade Verner Panton att formge plaststolen Pantonstolen på 1950-talet.